# Io non credevo che questa sera
Io non credevo che questa sera è un album dei La Crus registrato da vivo e pubblicato nel 2008.

## Descrizione
Il titolo del disco è ispirato a una frase di una canzone di Luigi Tenco. Il disco celebra i quindici anni di carriera del gruppo. Dodici tracce sono state registrate durante il concerto tenutosi al Teatro Novelli di Rimini il 14 luglio 2005 con l'Orchestra da Camera delle Marche diretta da Daniele Di Gregorio. Inoltre sono state inserite una versione in studio del brano Infinite possibilità eseguita con l'ensemble MusicaMorfosi e tre inediti (Mentimi, Entra piano e L'autobiografia di uno spettatore) scritti prodotti ed arrangiati nell'estate 2007 e arrangiati da Davide Rossi. Un altro inedito dal titolo Illusioni e parole è presente nella versione iTunes del disco.
La tromba è suonata da Paolo Milanesi. Vi hanno anche partecipato Leziero Rescigno e Luca Saporiti.

## Tracce
1. Mentimi
2. Entra piano
3. Nera signora (Rmx)
4. Soltanto amore
5. L'uomo che non hai
6. Come ogni volta
7. Natale a Milano
8. Dentro me
9. Via con me (Paolo Conte cover)
10. Come una nube
11. Stringimi ancora
12. Diritto a te
13. Infinite possibilità
14. Natura morta (in paradiso)
15. Ricordare (Ennio Morricone cover)
16. L'autobiografia di uno spettatore

## Formazione
- Mauro Ermanno Giovanardi
- Cesare Malfatti
- Leziero Rescigno
- Luca Saporiti
- Paolo Milanesi
- Alex Cremonesi (solo autore)